# 2020 100 legnagyobb slágere

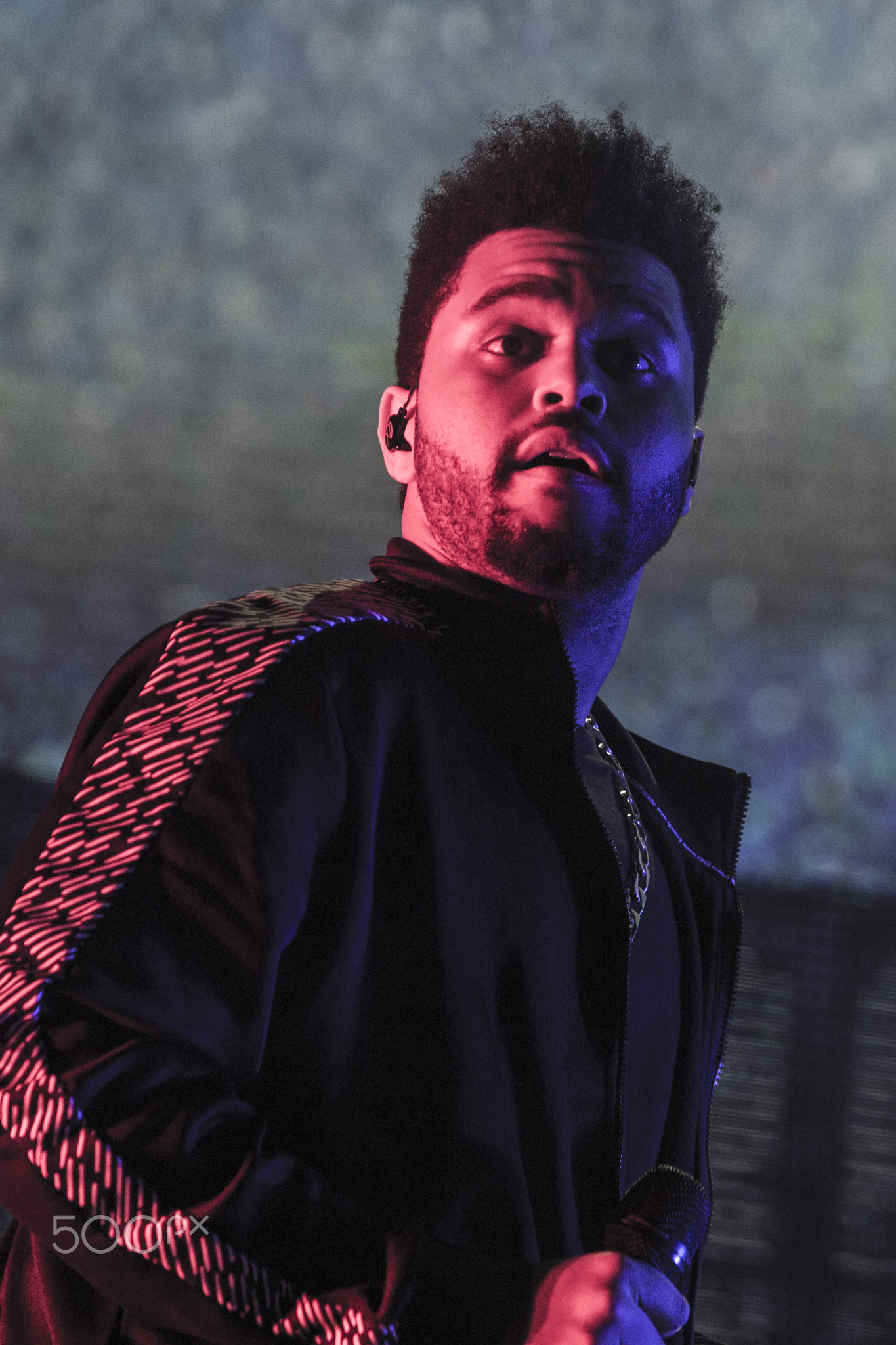
A The Weeknd Blinding Lights című dala 2020 legjobban teljesítő kislemeze volt, megdöntötte a rekordot a legtöbb top 5-ben és top 10-ben töltött hétért.

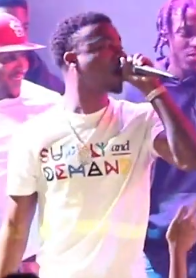
Roddy Ricch-nek hat dala szerepel a listán, amely Lil Baby-vel együtt a legtöbb.

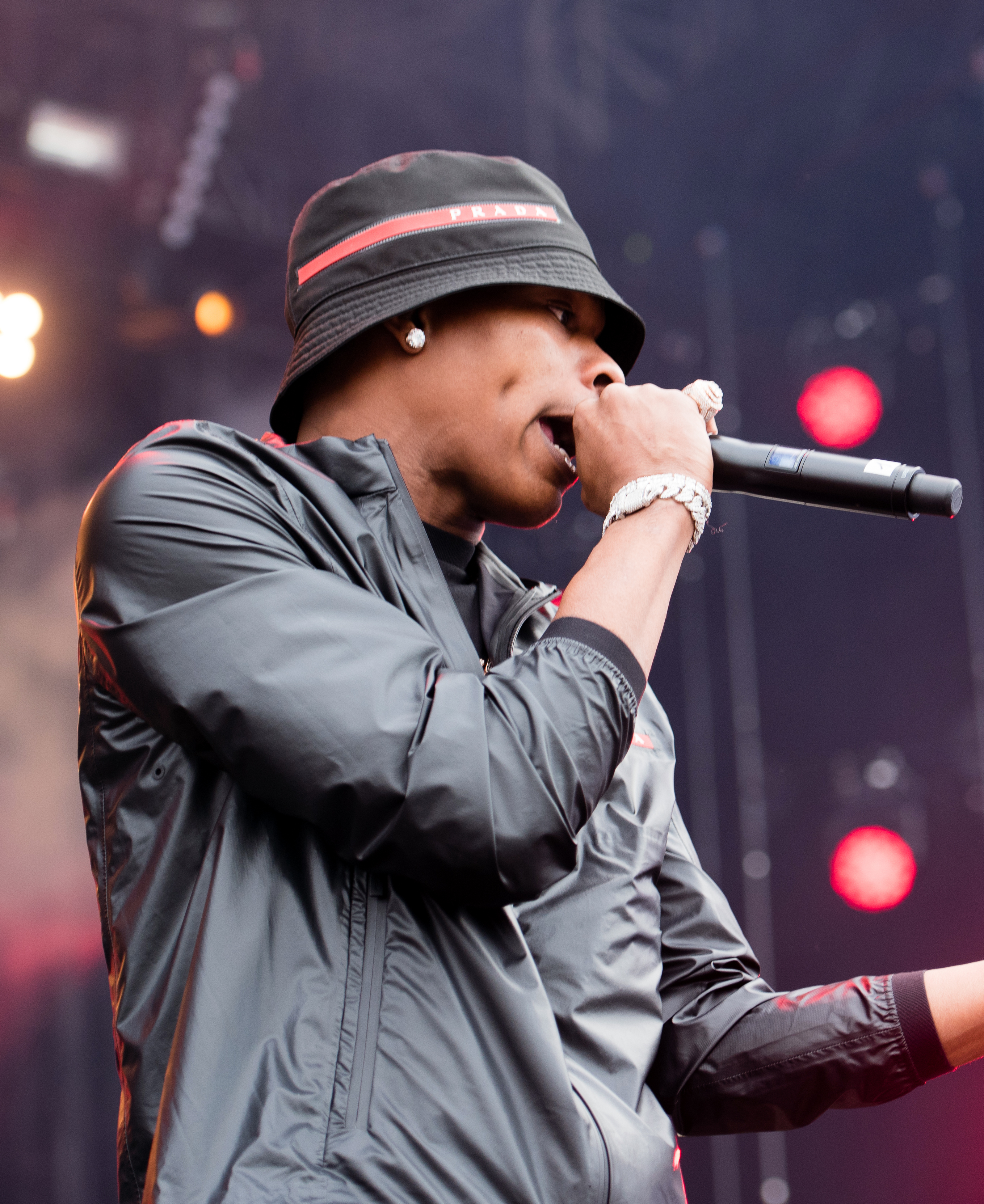
Lil Baby-nek hat dala szerepel a listán.

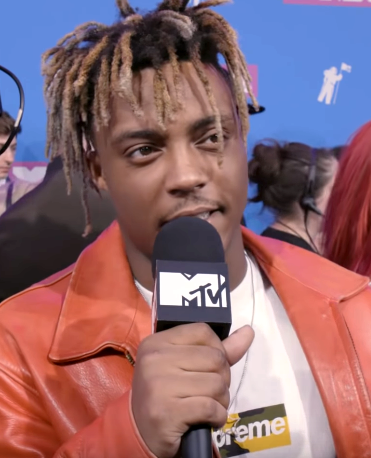
Juice Wrld-nek öt dala szerepel a listán, amelyből kettő a Legends Never Die című posztumusz albumáról jelent meg.

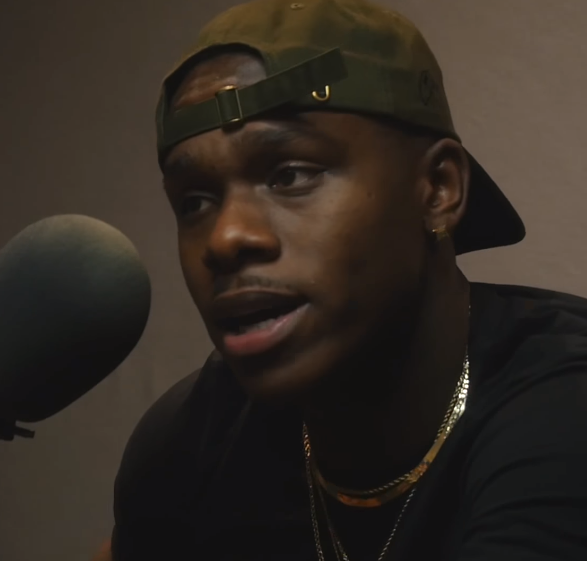
DaBaby-nek öt dala van a legjobb 50 helyen, amelyek közé tartozik az évben első helyet elérő Rockstar.

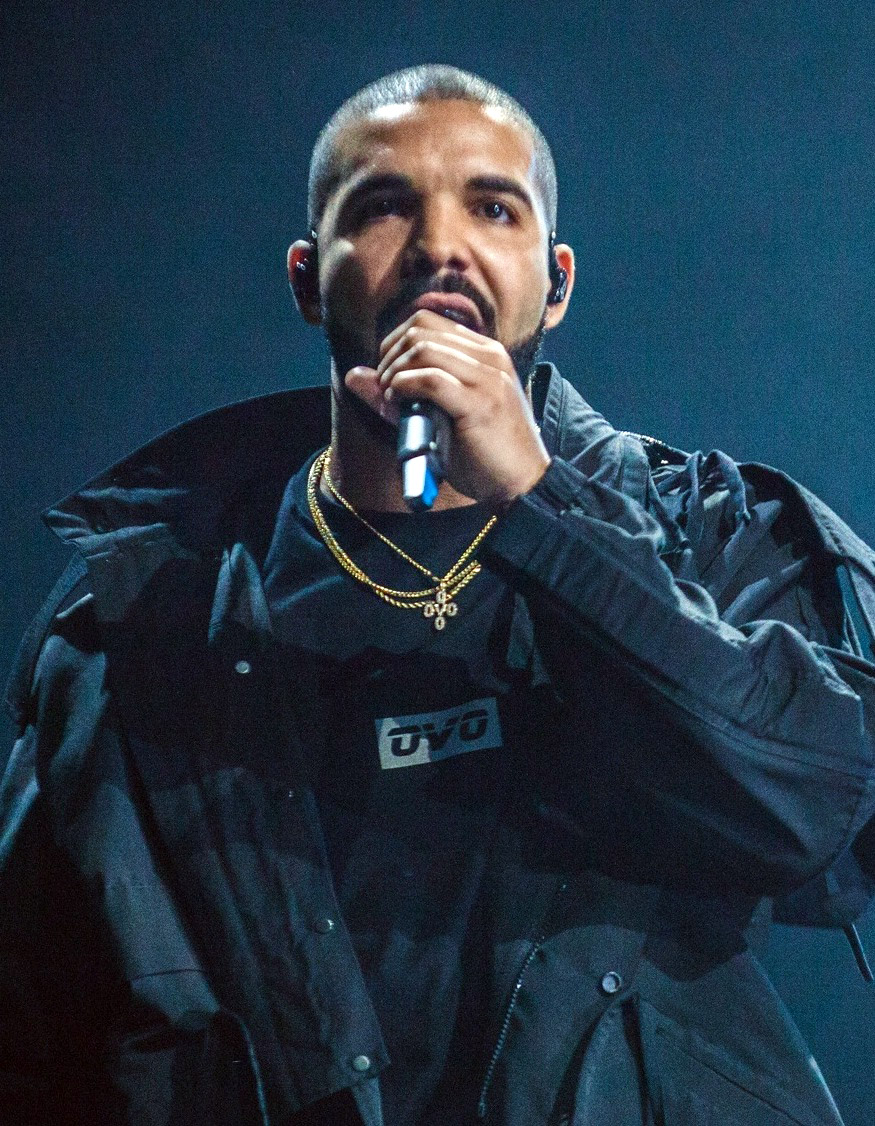
Drake, kanadai zenésznek öt dala szerepelt a listán.

Alább a 2020 év végén a Billboard által kiadott slágerlistán felsorolt dalok szerepelnek. Az éves listát az adott év 100 legsikeresebb dalából állítják össze a Nielsen SoundScan adatai alapján.

## Lista
| #   | Cím                              | Előadó(k)                                                     |
| --- | -------------------------------- | ------------------------------------------------------------- |
| 1   | Blinding Lights                  | The Weeknd                                                    |
| 2   | Circles                          | Post Malone                                                   |
| 3   | The Box                          | Roddy Ricch                                                   |
| 4   | Don’t Start Now                  | Dua Lipa                                                      |
| 5   | Rockstar                         | DaBaby, Roddy Ricch közreműködésével                          |
| 6   | Adore You                        | Harry Styles                                                  |
| 7   | Life Is Good                     | Future, Drake közreműködésével                                |
| 8   | Memories                         | Maroon 5                                                      |
| 9   | The Bones                        | Maren Morris                                                  |
| 10  | Someone You Loved                | Lewis Capaldi                                                 |
| 11  | Say So                           | Doja Cat                                                      |
| 12  | I Hope                           | Gabby Barrett, Charlie Puth közreműködésével                  |
| 13  | Whats Poppin                     | Jack Harlow, DaBaby, Tory Lanez és Lil Wayne közreműködésével |
| 14  | Dance Monkey                     | Tones and I                                                   |
| 15  | Savage                           | Megan Thee Stallion, Beyoncé közreműködésével                 |
| 16  | Roxanne                          | Arizona Zervas                                                |
| 17  | Intentions                       | Justin Bieber, Quavo közreműködésével                         |
| 18  | Everything I Wanted              | Billie Eilish                                                 |
| 19  | Roses (Imanbek Remix)            | SAINt JHN                                                     |
| 20  | Watermelon Sugar                 | Harry Styles                                                  |
| 21  | Before You Go                    | Lewis Capaldi                                                 |
| 22  | Falling                          | Trevor Daniel                                                 |
| 23  | 10,000 Hours                     | Dan + Shay és Justin Bieber                                   |
| 24  | WAP                              | Cardi B, Megan Thee Stallion közreműködésével                 |
| 25  | Ballin'                          | Mustard, Roddy Ricch közreműködésével                         |
| 26  | Hot Girl Bummer                  | blackbear                                                     |
| 27  | Blueberry Faygo                  | Lil Mosey                                                     |
| 28  | Heartless                        | The Weeknd                                                    |
| 29  | Bop                              | DaBaby                                                        |
| 30  | Lose You to Love Me              | Selena Gomez                                                  |
| 31  | Good as Hell                     | Lizzo                                                         |
| 32  | Toosie Slide                     | Drake                                                         |
| 33  | Break My Heart                   | Dua Lipa                                                      |
| 34  | Chasin' You                      | Morgan Wallen                                                 |
| 35  | Savage Love (Laxed – Siren Beat) | Jawsh 685 és Jason Derulo                                     |
| 36  | No Guidance                      | Chris Brown, Drake közreműködésével                           |
| 37  | My Oh My                         | Camila Cabello, DaBaby közreműködésével                       |
| 38  | Dynamite                         | BTS                                                           |
| 39  | Go Crazy                         | Chris Brown és Young Thug                                     |
| 40  | High Fashion                     | Roddy Ricch, Mustard közreműködésével                         |
| 41  | Laugh Now Cry Later              | Drake, Lil Durk közreműködésével                              |
| 42  | Woah                             | Lil Baby                                                      |
| 43  | Death Bed                        | Powfu, Beabadoobee közreműködésével                           |
| 44  | Señorita                         | Shawn Mendes és Camila Cabello                                |
| 45  | Highest in the Room              | Travis Scott                                                  |
| 46  | Bad Guy                          | Billie Eilish                                                 |
| 47  | Mood                             | 24kGoldn, Iann Dior közreműködésével                          |
| 48  | Rain on Me                       | Lady Gaga és Ariana Grande                                    |
| 49  | For the Night                    | Pop Smoke, Lil Baby és DaBaby közreműködésével                |
| 50  | Ritmo (Bad Boys for Life)        | Black Eyed Peas és J Balvin közreműködésével                  |
| 51  | Heart on Ice                     | Rod Wave                                                      |
| 52  | Nobody but You                   | Blake Shelton és Gwen Stefani                                 |
| 53  | Trampoline                       | Shaed                                                         |
| 54  | Come & Go                        | Juice WRLD és Marshmello                                      |
| 55  | Truth Hurts                      | Lizzo                                                         |
| 56  | If the World Was Ending          | JP Saxe, Julia Michaels közreműködésével                      |
| 57  | We Paid                          | Lil Baby és 42 Dugg                                           |
| 58  | Yummy                            | Justin Bieber                                                 |
| 59  | One Man Band                     | Old Dominion                                                  |
| 60  | Got What I Got                   | Jason Aldean                                                  |
| 61  | Sunday Best                      | Surfaces                                                      |
| 62  | Godzilla                         | Eminem, Juice WRLD közreműködésével                           |
| 63  | Bandit                           | Juice Wrld és YoungBoy Never Broke Again                      |
| 64  | Party Girl                       | StaySolidRocky                                                |
| 65  | Die from a Broken Heart          | Maddie & Tae                                                  |
| 66  | Popstar                          | DJ Khaled, Drake közreműködésével                             |
| 67  | All I Want for Christmas Is You  | Mariah Carey                                                  |
| 68  | One of Them Girls                | Lee Brice                                                     |
| 69  | Hard to Forget                   | Sam Hunt                                                      |
| 70  | One Margarita                    | Luke Bryan                                                    |
| 71  | Panini                           | Lil Nas X                                                     |
| 72  | Hot                              | Young Thug, Gunna közreműködésével                            |
| 73  | I Hope You're Happy Now          | Carly Pearce és Lee Brice                                     |
| 74  | Emotionally Scarred              | Lil Baby                                                      |
| 75  | Suicidal                         | YNW Melly, Juice WRLD közreműködésével                        |
| 76  | The Bigger Picture               | Lil Baby                                                      |
| 77  | Only Human                       | Jonas Brothers                                                |
| 78  | The Woo                          | Pop Smoke, 50 Cent és Roddy Ricch közreműködésével            |
| 79  | Sum 2 Prove                      | Lil Baby                                                      |
| 80  | Stuck with U                     | Ariana Grande és Justin Bieber                                |
| 81  | Mood Swings                      | Pop Smoke, Lil Tjay közreműködésével                          |
| 82  | You Should Be Sad                | Halsey                                                        |
| 83  | Dior                             | Pop Smoke                                                     |
| 84  | Supalonely                       | BENEE, Gus Dapperton közreműködésével                         |
| 85  | Even Though I'm Leaving          | Luke Combs                                                    |
| 86  | THE SCOTTS                       | THE SCOTTS, Travis Scott és Kid Cudi                          |
| 87  | Juicy                            | Doja Cat és Tyga                                              |
| 88  | Be Like That                     | Kane Brown, Swae Lee and Khalid                               |
| 89  | Homesick                         | Kane Brown                                                    |
| 90  | Rags2Riches                      | Rod Wave, ATR Son Son közreműködésével                        |
| 91  | Bluebird                         | Miranda Lambert                                               |
| 92  | Wishing Well                     | Juice Wrld                                                    |
| 93  | Does to Me                       | Luke Combs, Eric Church közreműködésével                      |
| 94  | Pussy Fairy (OTW)                | Jhené Aiko                                                    |
| 95  | ILY (I Love You Baby)            | Surf Mesa, Emilee közreműködésével                            |
| 96  | More Than My Hometown            | Morgan Wallen                                                 |
| 97  | Lovin' on You                    | Luke Combs                                                    |
| 98  | Said Sum                         | Moneybagg Yo                                                  |
| 99  | Slide                            | H.E.R., YG közreműködésével                                   |
| 100 | Walk Em Down                     | NLE Choppa, Roddy Ricch közreműködésével                      |

## Lásd még
- A Billboard Hot 100 listavezetői 2020-ban